# Atalanta Bergamasca Calcio 2006-2007
Questa voce raccoglie le informazioni riguardanti l'Atalanta Bergamasca Calcio nelle competizioni ufficiali della stagione 2006-2007.

## Stagione
La campagna acquisti estiva vede la conferma dell'allenatore Stefano Colantuono e di gran parte della rosa della stagione precedente: l'unica cessione di rilievo è quella del centrocampista Michele Marcolini al Chievo. I principali acquisti sono l'esterno brasiliano Adriano Ferreira Pinto dal Perugia, il difensore argentino Leonardo Talamonti dalla Lazio e il difensore Moris Carrozzieri dalla Sampdoria.
A questi si aggiungono i ritorni dello svincolato Christian Vieri, di Massimo Donati in prestito dal Milan e di Cristiano Doni, rientrato a Bergamo dal Maiorca.
L'Atalanta esordisce con un perentorio 3-1 casalingo contro l'Ascoli, gara decisa dalla doppietta di Ventola e dal gol di Zampagna.
Per la seconda vittoria si deve attendere il 15 ottobre, quando i nerazzurri tornano da Palermo con un sorprendente 3-2.
Segue una pazzesca rimonta in casa contro la Sampdoria: blucerchiati avanti 2-0 dopo poco più di 10 minuti con la doppietta di Quagliarella, Doni e Zampagna firmano il clamoroso 3-2.
È proprio al Comunale che l'Atalanta costruisce le fortune del suo campionato, con due sconfitte (rimediate contro Torino e Udinese): è il Livorno a subire la peggior sconfitta per mano degli orobici (5-1).
La nota più positiva del girone d'andata è rappresentata senza dubbio da un Doni rinato, trascinatore della squadra con diverse reti e assist decisivi.
Il girone di ritorno dell'Atalanta inizia in modo non positivo, a causa anche dello stadio che in più di un'occasione è semivuoto per la dichiarata inagibilità dello stesso in mancanza dei tornelli, necessari in seguito ai drammatici episodi di Catania-Palermo del 2 febbraio (nella partita contro la Lazio si è giocato addirittura a porte chiuse).
Ad aprile si registra una crescita impetuosa, coronata da tre vittorie consecutive: Chievo (decide un rigore di Doni), Siena (Vieri segna la sua prima rete stagionale, considerato il gol più bello dell'intera stagione) e Roma (gara decisiva nell'assegnare lo scudetto all'Inter).
L'Atalanta chiude il campionato a quota 50 punti, quasi equamente divisi tra andata e ritorno, record per la società orobica con il campionato a 20 squadre e i 3 punti per la vittoria.
In Coppa Italia l'Atalanta è giunta al terzo turno delle fasi eliminatorie: dopo le vittorie contro Sassuolo e Pescara, i nerazzurri si devono arrendere alla Triestina in una gara combattutissima vinta 3-2 dai giuliani ai tempi supplementari.
Il 17 ottobre 2006, presso la sala Congressi Papa Giovanni XXIII a Bergamo, sono state presentate le iniziative per celebrare i cento anni di storia della cosiddetta "Regina delle Provinciali". Tra i vari eventi si è svolta una notte bianca a Bergamo, denominata Notte NerAzzurra, con spettacoli, apparizioni di ex calciatori atalantini, concerti e fuochi d'artificio. I festeggiamenti sono terminati il 17 ottobre 2007, con un programma di appuntamenti musicali e sportivi, tra cui soprattutto un prestigioso triangolare con Porto e Stella Rossa] (vinto dai lusitani con i bergamaschi al secondo posto, grazie alla vittoria sulla Stella Rossa) e la partecipazione al Trofeo Teresa Herrera con Real Madrid, Deportivo La Coruña e Belenenses, cui si aggiungono mostre dedicate alla Dea presso la fiera di Bergamo.

## Divise e sponsor
Lo sponsor tecnico per la stagione 2006-2007 è Asics, mentre lo sponsor ufficiale è Sit-in Sport, azienda produttrice di erba sintetica. Il secondo sponsor, presente sulle maglie in piccolo in alto a destra, è Daihatsu, casa automobilistica. Il logo della squadra è al centro del petto, fra lo sponsor tecnico e quello secondario.
La divisa casalinga presenta una maglia con tre strisce blu e quattro nere, con colletto nero. I calzoncini sono neri e i calzettoni neri con una striscia blu orizzontale. I numeri e i nomi sul dorso della maglia sono bianchi; il numero sui pantaloncini, sempre bianco, è sulla gamba sinistra.
La divisa da trasferta presenta una maglia bianca con striscia orizzontale azzurra nella parte centrale. I calzoncini e i calzettoni sono bianchi. Il numero sul dorso e sui calzoncini, e il nome, sono di colore blu.
| Casa | Trasferta |

## Organigramma societario
Area direttiva
- Presidente: Ivan Ruggeri
- Amministratore delegato: cav. Isidoro Fratus
- Direttore generale: Cesare Giacobazzi

Area organizzativa
- Segretario generale: Luca Befani (fino al 30 novembre), poi Fabio Rizzitelli
- Team manager: Mirco Moioli

Area tecnica
- Direttore sportivo: Carlo Osti
- Allenatore: Stefano Colantuono
- Vice allenatore: Valter Bonacina e Gabriele Matricciani
- Preparatori atletici: Marco Montesanto
- Preparatore dei portieri: Nello Malizia

Area sanitaria
- Responsabile sanitario: Bruno Sgherzi
- Medico sociale: Claudio Rigo
- Ortopedico: Aristide Cobelli
- Massaggiatori: Alfredo Adami, Marcello Ginami, Renato Gotti

## Rosa
| N. |                      | Ruolo | Calciatore               |
| -- | -------------------- | ----- | ------------------------ |
| 1  | Italia (bandiera)    | P     | Andrea Ferrari           |
| 2  | Argentina (bandiera) | D     | Leonardo Talamonti       |
| 3  | Brasile (bandiera)   | D     | Adriano Pereira da Silva |
| 4  | Italia (bandiera)    | D     | Matteo Gentili           |
| 5  | Italia (bandiera)    | C     | Massimo Donati           |
| 6  | Italia (bandiera)    | D     | Gianpaolo Bellini        |
| 7  | Italia (bandiera)    | C     | Davide Bombardini        |
| 8  | Italia (bandiera)    | C     | Antonino Bernardini      |
| 9  | Italia (bandiera)    | A     | Riccardo Zampagna        |
| 10 | Italia (bandiera)    | A     | Nicola Ventola           |
| 11 | Guinea (bandiera)    | A     | Karamoko Cissé           |
| 12 | Italia (bandiera)    | D     | Daniele Capelli          |
| 14 | Italia (bandiera)    | C     | Luis Fernando Centi      |
| 15 | Italia (bandiera)    | D     | Simone Loria             |
| 16 | Italia (bandiera)    | D     | Claudio Rivalta          |

| N. |                         | Ruolo | Calciatore             |
| -- | ----------------------- | ----- | ---------------------- |
| 17 | Italia (bandiera)       | A     | Christian Vieri        |
| 18 | Italia (bandiera)       | P     | Andrea Ivan            |
| 19 | Italia (bandiera)       | C     | Luca Ariatti           |
| 20 | Italia (bandiera)       | C     | Alessio Manzoni        |
| 21 | Argentina (bandiera)    | C     | Fernando Tissone       |
| 23 | Uruguay (bandiera)      | C     | Nelson Abeijón         |
| 25 | Sierra Leone (bandiera) | D     | Kewullay Conteh        |
| 26 | Italia (bandiera)       | C     | Giulio Migliaccio      |
| 27 | Italia (bandiera)       | P     | Alex Calderoni         |
| 34 | Italia (bandiera)       | A     | Marino Defendi         |
| 38 | Italia (bandiera)       | C     | Michele Magrin         |
| 72 | Italia (bandiera)       | C     | Cristiano Doni         |
| 79 | Brasile (bandiera)      | C     | Adriano Ferreira Pinto |
| 80 | Italia (bandiera)       | D     | Moris Carrozzieri      |
| 99 | Italia (bandiera)       | A     | Andrea Soncin          |

## Calciomercato

### Sessione estiva(dal 01/07 al 31/08)
| Acquisti | Acquisti               | Acquisti    | Acquisti               |
| R.       | Nome                   | da          | Modalità               |
| -------- | ---------------------- | ----------- | ---------------------- |
| D        | Davide Brivio          | Fiorentina  | definitivo (200.000 €) |
| D        | Moris Carrozzieri      | Sampdoria   | compartecipazione      |
| D        | Kewullay Conteh        | Palermo     | prestito               |
| D        | Duccio Innocenti       | Messina     | fine prestito          |
| D        | Thomas Manfredini      | Rimini      | fine prestito          |
| D        | Leonardo Talamonti     | River Plate | prestito               |
| C        | Nelson Abeijón         |             | svincolato             |
| C        | Massimo Donati         | Milan       | prestito               |
| C        | Cristiano Doni         | Maiorca     | compartecipazione      |
| C        | Adriano Ferreira Pinto | Cesena      | compartecipazione      |
| C        | Fernando Tissone       | Sampdoria   | compartecipazione      |
| A        | Luca Saudati           | Lecce       | fine prestito          |
| A        | Christian Vieri        |             | svincolato             |

| Cessioni | Cessioni            | Cessioni       | Cessioni          |
| R.       | Nome                | a              | Modalità          |
| -------- | ------------------- | -------------- | ----------------- |
| P        | Andrea Consigli     | Sambenedettese | prestito          |
| D        | Daniele Capelli     | Arezzo         | prestito          |
| D        | Natale Gonnella     | Verona         | prestito          |
| D        | Duccio Innocenti    |                | svincolato        |
| D        | Thomas Manfredini   | Bologna        | prestito          |
| D        | Mauro Minelli       | Catania        | prestito          |
| D        | Michele Rinaldi     | Udinese        | compartecipazione |
| D        | Mariano Stendardo   | Cremonese      | compartecipazione |
| D        | Ernesto Terra       | Salernitana    | compartecipazione |
| C        | Antonino D'Agostino | Cagliari       | prestito          |
| C        | Alberto Filippini   | Salernitana    | prestito          |
| C        | Andrea Lazzari      | Cesena         | prestito          |
| C        | Michele Marcolini   | Chievo         | compartecipazione |
| A        | Igor Budan          | Palermo        | fine prestito     |
| A        | Andrea Lombardo     | Perugia        | fine prestito     |
| A        | Pablo Osvaldo       | Lecce          | prestito          |
| A        | Luca Saudati        | Empoli         | compartecipazione |
| A        | Christian Tiboni    | Udinese        | compartecipazione |

### Sessione invernale(dal 03/01 al 31/01)
| Acquisti | Acquisti | Acquisti | Acquisti |
| R.       | Nome     | da       | Modalità |
| -------- | -------- | -------- | -------- |

| Cessioni | Cessioni            | Cessioni     | Cessioni               |
| R.       | Nome                | a            | Modalità               |
| -------- | ------------------- | ------------ | ---------------------- |
| C        | Luis Fernando Centi | Ascoli       | definitivo (725.000 €) |
| C        | Michele Magrin      | Pro Vercelli | prestito               |
| C        | Alessio Manzoni     | Padova       | prestito               |
| A        | Andrea Soncin       | Ascoli       | compartecipazione      |

## Risultati

### Serie A

#### Girone di andata
| Arbitro: | Bergonzi (Genova) |

|                               |           |                |
| Zampagna 31’ Ventola 36’, 43’ | Marcatori | 60’ Bjelanović |

| Catania 17 settembre 2006, ore 15:00 CEST 2ª giornata | Catania        | 0 – 0 referto | Atalanta | Stadio Angelo Massimino (18.400 spett.)\| Arbitro: \| Palanca (Roma) \| |
| Arbitro:                                              | Palanca (Roma) |               |          |                                                                         |

| Bergamo 20 settembre 2006, ore 20:30 CEST 3ª giornata | Atalanta      | 0 – 0 referto | Empoli | Stadio Atleti Azzurri d'Italia (11.069 spett.)\| Arbitro: \| Lops (Torino) \| |
| Arbitro:                                              | Lops (Torino) |               |        |                                                                               |

| Arbitro: | Girardi (San Donà di Piave) |

|              |           |  |
| Siviglia 69’ | Marcatori |  |

| Arbitro: | Pantana (Macerata) |

|          |           |                 |
| Loria 3’ | Marcatori | 6’ Gia. Tedesco |

| Arbitro: | Banti (Livorno) |

|                                 |           |                                  |
| Bresciano 18’ Corini 45’ (rig.) | Marcatori | 13’ Doni 31’ Rivalta 55’ Tissone |

| Arbitro: | Romeo (Verona) |

|                                          |           |                      |
| Doni 38’ (rig.), 85’ (rig.) Zampagna 89’ | Marcatori | 4’, 11’ Quagliarella |

| Arbitro: | Stefanini (Prato) |

|                               |           |                                           |
| Loria 4’ Ventola 58’ Doni 69’ | Marcatori | 6’ Bianco 30’ D'Agostino 53’ (rig.) Suazo |

| Arbitro: | Herberg (Messina) |

|                                           |           |          |
| Budan 1’ Grella 70’ (rig.) Muslimović 87’ | Marcatori | 58’ Doni |

| Arbitro: | Pieri (Lucca) |

|                          |           |  |
| Ventola 50’ Soncin 90+2’ | Marcatori |  |

| Arbitro: | De Marco (Chiavari) |

|                             |           |                |
| Mutu 26’ Pazzini 89’, 90+4’ | Marcatori | 25’ Migliaccio |

| Arbitro: | Stefanini (Prato) |

|                              |           |                        |
| Zanchetta 25’ Pellissier 57’ | Marcatori | 71’ Zampagna 75’ Loria |

| Arbitro: | Dondarini (Finale Emilia) |

|             |           |                               |
| Loria 90+5’ | Marcatori | 78’ (aut.) Rivalta 88’ Rosina |

| Arbitro: | Pantana (Macerata) |

|                              |           |              |
| Totti 50’ (rig.), 64’ (rig.) | Marcatori | 19’ Zampagna |

| Arbitro: | Farina (Novi Ligure) |

|                                            |           |                           |
| Bombardini 28’ Ferreira Pinto 57’ Doni 67’ | Marcatori | 76’ Córdova 85’ Di Napoli |

| Arbitro: | Orsato (Schio) |

|           |           |                |
| Frick 85’ | Marcatori | 36’ Migliaccio |

| Arbitro: | Pierpaoli (Firenze) |

|             |           |                                |
| Tissone 46’ | Marcatori | 52’ De Martino 90+5’ Di Natale |

| Arbitro: | Bertini (Arezzo) |

|                              |           |          |
| Adriano 65’ Loria 75’ (aut.) | Marcatori | 16’ Doni |

| Arbitro: | Marelli (Como) |

|                                                    |           |              |
| Doni 38’, 45’ Donati 57’ Ariatti 66’ Ventola 90+4’ | Marcatori | 53’ Pfertzel |

#### Girone di ritorno
| Arbitro: | Farina (Novi Ligure) |

|              |           |                                   |
| Paolucci 72’ | Marcatori | 51’ Zampagna 84’ Adriano 86’ Doni |

| Arbitro: | Romeo (Verona) |

|              |           |              |
| Zampagna 30’ | Marcatori | 88’ Morimoto |

| Arbitro: | Herberg (Messina) |

|                         |           |  |
| Saudati 35’ Almirón 53’ | Marcatori |  |

| Bergamo 11 febbraio 2007, ore 15:00 CET 23ª giornata | Atalanta                 | 0 – 0 referto | Lazio | Stadio Atleti Azzurri d'Italia (0 spett.)\| Arbitro: \| Morganti (Ascoli Piceno) \| |
| Arbitro:                                             | Morganti (Ascoli Piceno) |               |       |                                                                                     |

| Arbitro: | Bergonzi (Genova) |

|             |           |                    |
| Amoruso 64’ | Marcatori | 75’ (aut.) Lanzaro |

| Arbitro: | Rosetti (Torino) |

|              |           |           |
| Zampagna 13’ | Marcatori | 58’ Diana |

| Arbitro: | Orsato (Schio) |

|                              |           |            |
| Bazzani 71’ Volpi 83’ (rig.) | Marcatori | 8’ Ventola |

| Arbitro: | Palanca (Roma) |

|                   |           |  |
| Suazo 4’ Pepe 71’ | Marcatori |  |

| Arbitro: | Giannoccaro (Lecce) |

|             |           |          |
| Defendi 54’ | Marcatori | 88’ Coly |

| Arbitro: | Saccani (Mantova) |

|               |           |  |
| Ambrosini 40’ | Marcatori |  |

| Arbitro: | Rosetti (Torino) |

|                           |           |                                  |
| Loria 39’ Doni 66’ (rig.) | Marcatori | 27’ Reginaldo 32’ (rig.) Pazzini |

| Arbitro: | Banti (Livorno) |

|                 |           |  |
| Doni 54’ (rig.) | Marcatori |  |

| Arbitro: | Gava (Conegliano) |

|                |           |                        |
| Abbruscato 70’ | Marcatori | 1’ Bellini 8’ Zampagna |

| Arbitro: | Rosetti (Torino) |

|                       |           |              |
| Doni 37’ Zampagna 44’ | Marcatori | 64’ Perrotta |

| Messina 29 aprile 2007, ore 15:00 CEST 34ª giornata | Messina           | 0 – 0 referto | Atalanta | Stadio San Filippo (4.100 spett.)\| Arbitro: \| Stefanini (Prato) \| |
| Arbitro:                                            | Stefanini (Prato) |               |          |                                                                      |

| Arbitro: | Rocchi (Firenze) |

|                                         |           |                       |
| Ariatti 12’ Vieri 65’ Carrozzieri 90+1’ | Marcatori | 48’ (rig.) Vergassola |

| Arbitro: | Pierpaoli (Firenze) |

|               |           |                                             |
| Gyan 28’, 68’ | Marcatori | 45+6’ (rig.) Zampagna 73’ Tissone 85’ Vieri |

| Arbitro: | Romeo (Verona) |

|                    |           |                 |
| Ferreira Pinto 10’ | Marcatori | 48’ (rig.) Figo |

| Arbitro: | Celi (Campobasso) |

|                                                    |           |                             |
| Lucarelli 45’, 56’ (rig.) Morrone 46’ Paulinho 83’ | Marcatori | 51’ Zampagna 65’ Bombardini |

### Coppa Italia

#### Prima fase
| Arbitro: | Brighi (Cesena) |

|                                           |           |  |
| Donati 4’ Zampagna 42’ Ventola 53’ (rig.) | Marcatori |  |

| Arbitro: | Zanzi (Lugo) |

|  |           |                               |
|  | Marcatori | 13’, 32’ Zampagna 70’ Ventola |

| Arbitro: | Romeo (Verona) |

|                                            |           |                         |
| Kyriazīs 90+1’ Graffiedi 100’ Eliakwu 103’ | Marcatori | 17’ Ventola 120’ Soncin |

## Statistiche

### Statistiche di squadra
| Competizione | Punti | In casa | In casa | In casa | In casa | In casa | In casa | In trasferta | In trasferta | In trasferta | In trasferta | In trasferta | In trasferta | Totale | Totale | Totale | Totale | Totale | Totale | DR |
| Competizione | Punti | G       | V       | N       | P       | Gf      | Gs      | G            | V            | N            | P            | Gf           | Gs           | G      | V      | N      | P      | Gf     | Gs     | DR |
| ------------ | ----- | ------- | ------- | ------- | ------- | ------- | ------- | ------------ | ------------ | ------------ | ------------ | ------------ | ------------ | ------ | ------ | ------ | ------ | ------ | ------ | -- |
| Serie A      | 50    | 19      | 8       | 9       | 2       | 34      | 22      | 19           | 4            | 5            | 10           | 22           | 32           | 38     | 12     | 14     | 12     | 56     | 54     | +2 |
| Coppa Italia | -     | 1       | 1       | 0       | 0       | 3       | 0       | 2            | 1            | 0            | 1            | 5            | 3            | 3      | 2      | 0      | 1      | 8      | 3      | +5 |
| Totale       |       | 20      | 9       | 9       | 2       | 37      | 22      | 21           | 5            | 5            | 11           | 27           | 35           | 41     | 14     | 14     | 13     | 64     | 57     | +7 |

### Andamento in campionato
| Giornata  | 1 | 2 | 3 | 4 | 5  | 6 | 7 | 8 | 9 | 10 | 11 | 12 | 13 | 14 | 15 | 16 | 17 | 18 | 19 | 20 | 21 | 22 | 23 | 24 | 25 | 26 | 27 | 28 | 29 | 30 | 31 | 32 | 33 | 34 | 35 | 36 | 37 | 38 |
| --------- | - | - | - | - | -- | - | - | - | - | -- | -- | -- | -- | -- | -- | -- | -- | -- | -- | -- | -- | -- | -- | -- | -- | -- | -- | -- | -- | -- | -- | -- | -- | -- | -- | -- | -- | -- |
| Luogo     | C | T | C | T | C  | T | C | C | T | C  | T  | T  | C  | T  | C  | T  | C  | T  | C  | T  | C  | T  | C  | T  | C  | T  | T  | C  | T  | C  | C  | T  | C  | T  | C  | T  | C  | T  |
| Risultato | V | N | N | P | N  | V | V | N | P | V  | P  | N  | P  | P  | V  | N  | P  | P  | V  | V  | N  | P  | N  | N  | N  | P  | P  | N  | P  | N  | V  | V  | V  | N  | V  | V  | N  | P  |
| Posizione | 1 | 3 | 5 | 8 | 10 | 7 | 5 | 5 | 6 | 5  | 5  | 5  | 8  | 8  | 6  | 6  | 9  | 11 | 7  | 7  | 8  | 9  | 9  | 9  | 9  | 10 | 11 | 10 | 10 | 11 | 10 | 9  | 9  | 9  | 8  | 8  | 8  | 8  |

Legenda:

Luogo: C = Casa; T = Trasferta. Risultato: V = Vittoria; N = Pareggio; P = Sconfitta.

### Statistiche dei giocatori
| Giocatore         | Serie A  | Serie A | Serie A     | Serie A    | Coppa Italia | Coppa Italia | Coppa Italia | Coppa Italia | Totale   | Totale | Totale      | Totale     |
| Giocatore         | Presenze | Reti    | Ammonizioni | Espulsioni | Presenze     | Reti         | Ammonizioni  | Espulsioni   | Presenze | Reti   | Ammonizioni | Espulsioni |
| ----------------- | -------- | ------- | ----------- | ---------- | ------------ | ------------ | ------------ | ------------ | -------- | ------ | ----------- | ---------- |
| N. Abeijón        | 5        | 0       | 2           | 0          | -            | -            | -            | -            | 5        | 0      | 2           | 0          |
| Adriano           | 25       | 1       | 10          | 1          | 2            | 0            | 1            | 0            | 27       | 1      | 11          | 1          |
| L. Ariatti        | 36       | 2       | 0           | 0          | 3            | 0            | 0            | 0            | 39       | 2      | 0           | 0          |
| G. Bellini        | 32       | 1       | 6           | 1          | -            | -            | -            | -            | 32       | 1      | 6           | 1          |
| A. Bernardini     | 24       | 0       | 5           | 0          | 1            | 0            | 0            | 0            | 25       | 0      | 5           | 0          |
| D. Bombardini     | 23       | 2       | 4           | 0          | 3            | 0            | 1            | 0            | 26       | 2      | 5           | 0          |
| A. Calderoni      | 37       | -50     | 0           | 0          | 3            | -3           | 0            | 0            | 40       | -53    | 0           | 0          |
| D. Capelli        | -        | -       | -           | -          | 1            | 0            | 0            | 0            | 1        | 0      | 0           | 0          |
| M. Carrozzieri    | 19       | 1       | 8           | 0          | 2            | 1            | 0            | 0            | 21       | 2      | 8           | 0          |
| K. Cissé          | 3        | 0       | 0           | 0          | -            | -            | -            | -            | 3        | 0      | 0           | 0          |
| K. Conteh         | 1        | 0       | 0           | 0          | 1            | 0            | 0            | 0            | 2        | 0      | 0           | 0          |
| M. Defendi        | 17       | 1       | 2           | 0          | 1            | 0            | 0            | 0            | 18       | 1      | 2           | 0          |
| M. Donati         | 32       | 1       | 10          | 1          | 2            | 1            | 0            | 0            | 34       | 2      | 10          | 1          |
| C. Doni           | 26       | 13      | 12          | 0          | -            | -            | -            | -            | 26       | 13     | 12          | 0          |
| A. Ferreira Pinto | 33       | 2       | 3           | 0          | 3            | 0            | 0            | 0            | 36       | 2      | 3           | 0          |
| A. Ivan           | 1        | -4      | 0           | 0          | -            | -            | -            | -            | 1        | -4     | 0           | 0          |
| S. Loria          | 28       | 5       | 9           | 2          | -            | -            | -            | -            | 28       | 5      | 9           | 2          |
| A. Manzoni        | 1        | 0       | 0           | 0          | -            | -            | -            | -            | 1        | 0      | 0           | 0          |
| G. Migliaccio     | 33       | 2       | 4           | 1          | 3            | 0            | 1            | 0            | 36       | 2      | 5           | 1          |
| C. Rivalta        | 32       | 1       | 5           | 0          | 3            | 0            | 0            | 0            | 35       | 1      | 5           | 0          |
| A. Soncin         | 7        | 1       | 0           | 0          | 1            | 1            | 0            | 0            | 8        | 2      | 0           | 0          |
| M. Stendardo      | -        | -       | -           | -          | 1            | 0            | 1            | 0            | 1        | 0      | 1           | 0          |
| L. Talamonti      | 20       | 0       | 6           | 0          | -            | -            | -            | -            | 20       | 0      | 6           | 0          |
| F. Tissone        | 33       | 3       | 0           | 0          | 3            | 0            | 0            | 1            | 36       | 3      | 0           | 1          |
| N. Ventola        | 29       | 6       | 2           | 0          | 3            | 2            | 0            | 0            | 32       | 8      | 2           | 0          |
| C. Vieri          | 7        | 2       | 2           | 0          | -            | -            | -            | -            | 7        | 2      | 2           | 0          |
| R. Zampagna       | 28       | 11      | 8           | 0          | 3            | 2            | 1            | 0            | 31       | 13     | 9           | 0          |